# Pierwuszyno (wieś w rejonie sudisławskim)
Pierwuszyno (ros. Первушино) – wieś (dieriewnia) w Rosji, w obwodzie kostromskim, w rejonie sudisławskim. W 2010 liczyła 19 mieszkańców.